# Sven Lübeck
Sven Edward Julius Lübeck, född 2 juni 1877 i Adolf Fredriks församling, Stockholms stad, död 14 februari 1941 i Gävle Heliga Trefaldighets församling, Gävleborgs län, var en svensk ingenjör, ämbetsman och politiker (högerman). 
Han var riksdagsledamot 1915–1924 (andra kammaren), kommunikationsminister 1923–1924 och socialminister 1928–1930, samt landshövding i Gävleborgs län 1922–1941.

## Biografi

### Utbildning och yrkesverksamhet
Lübeck tog mogenhetsexamen vid Nya Elementarskolan i Stockholm 1894. Han utexaminerades från Kungliga Tekniska högskolans avdelning för väg- och vattenbyggnad 1898, och inträdde samma år i Väg- och vattenbyggnadskåren. Han avancerade där till major 1920, och varifrån han tog avsked 1922. Redan 1899 blev han biträdande ingenjör vid J.G. Richerts konstruktionsbyrå, sedermera AB Vattenbyggnadsbyrån, och blev i detta företag delägare från 1902 och verkställande direktör 1910–1922. 
Som konsulterande ingenjör specialiserade sig han på vattenkraftområdet. Lübeck torde ha medverkat till lösningen av de tekniska uppgifterna vid flertalet av Sveriges större vattenkraft- och vattenregleringsföretag. Han anlitades ofta för uppdrag vid utländska vattenkraftanläggningar, särskilt i Norge och Finland. Han var även en av initiativtagarna till bildandet av Svenska vattenkraftföreningen, vars sekreterare han var från 1909 till 1922.

### Politisk verksamhet
Åren 1915–1924 var Lübeck högerrepresentant i andra kammaren. Han kom där framför allt kom att lyfta näringspolitiska frågor och frågor rörande det högre tekniska undervisningsväsendet, särskilt moderniseringen av de tekniska högskolorna. År 1922 utnämndes han till landshövding i Gävleborgs län, en befattning som han behöll fram till 1941. Under perioden 19 april 1923–18 oktober 1924 var han kommunikationsminister i Ernst Tryggers ministär. Han tog som sådan regeringsinitiativ bland annat i vägfrågan, samt lade även fram förslag om omorganisation av väg- och vattenbyggnadsväsendet.
1928 blev han efter högerns valseger i andrakammarvalet 1928 socialminister i Arvid Lindmans andra regering. Som socialminister vägleddes han av åsikten att samarbete och samordning var nödvändig inom ramen för en fri ekonomi, dock med frihet för enskilda initiativ. En viktig politisk arbetsgärning var den av regeringen hållna arbetsfredskonferensen mellan fack och näringsliv under senhösten 1920, där Lübeck var regeringens representant. Konferensen kom att lägga grunden för den speciella ”saltsjöbadsandan” inom svensk arbetsmarknad, och gav upphov till den så kallade arbetsfredsdelegationen som verkade fram till 1931. 
Lübeck fick som socialminister också igenom en ny lagstiftning om vård av sinnessjuka, men misslyckades emellertid med att få en ny sjukförsäkringsproposition genom riksdagen. Han kom efter denna motgång att överväga sin avgång ur regeringen, men övertalades av Lindman att stanna kvar.

### Kommitté- och ledamotskap
Lübeck var ledamot i kommittéerna för skyddande av konsumenters av elektrisk ström intressen (1911), för Väg- och vattenbyggnadskårens omorganisation (1914), kommissionen för ordnande av Stockholms bangårdsförhållanden (1915), vattenlagssakkunniga (1915), flottstationskommittén, vintersjöfartskommittén, kraft- och bränslesakkunniga, kommunikationsverkens lönekommitté, ostkustbanekommittén och kommittén för interskandinaviskt kraftutbyte samt ordförande i kommittén för Chalmers Tekniska instituts ombildning. Han var 1909–1911 ordförande i Svenska Teknologföreningens avdelning för väg- och vattenbyggnadskonst och 1912–1914 i föreningen samt 1917–1919 i Svenska konsulterande ingenjörers förening. Han var en bland initiativtagarna till bildande av såväl Sveriges tekniskt industriella skiljedomsinstitut som Svenska pansarbåtsföreningen.
Lübeck publicerade, bland annat i Teknisk Tidskrift och Svenska vattenkraftföreningens Meddelanden, ett stort antal uppsatser och avhandlingar, samt skrev åtskilliga artiklar i Nordisk familjebok. Han blev ledamot av Ingenjörsvetenskapsakademien 1919.

### Privatliv
Sven Lübeck var son till sjökaptenen Wilhelm Edvard Lübeck (1840–1907) och Hilma Ottilia, född Kruckenberg. Han var bror till sjö- och flygkaptenen Thor Lübeck (1876–1937), till överingenjören Hilding Lübeck (1879–1953) och till länsjägmästaren Ragnar Lübeck (1881–1951). 
Från 1905 till hennes död var han gift med Alma Maria Warfvinge (1880–1938), med vilken han fick fyra barn.